# Phúc Xuân
Phúc Xuân là một xã thuộc thành phố Thái Nguyên, tỉnh Thái Nguyên, Việt Nam.

## Địa lý
Xã Phúc Xuân nằm ở phía tây bắc thành phố Thái Nguyên, có vị trí địa lý:
- Phía đông giáp xã Phúc Hà và xã Quyết Thắng
- Phía tây giáp huyện Đại Từ
- Phía nam giáp thành phố Phổ Yên và xã Phúc Trìu
- Phía bắc giáp huyện Đại Từ.

Xã Phúc Xuân có diện tích 18,92 km², dân số năm 1999 là 4.364 người, mật độ dân số đạt 231 người/km².
Xã nằm ven tỉnh lộ 253, tiếp giáp với Hồ Núi Cốc ở phía tây nam và cách không xa khu du lịch trên hồ.

## Lịch sử
Sau năm 1975, Phúc Xuân là một xã thuộc huyện Đồng Hỷ.
Ngày 2 tháng 4 năm 1985, Hội đồng Bộ trưởng ban hành quyết định số 102-HĐBT sáp nhập xã Phúc Xuân vào thành phố Thái Nguyên.
Đến năm 2019, xã Phúc Xuân được chia thành 15 xóm: Cao Khánh, Cao Trăng, Cây Sy, Cây Thị, Dộc Lầy, Đèo Đá, Đồng Kiệm, Đồng Lạnh, Giữa 1, Giữa 2, Khuân Năm, Long Giang, Núi Nến, Trung Tâm, Xuân Hòa.
Ngày 11 tháng 12 năm 2019, sáp nhập hai xóm Khuân Năm và Dộc Lầy thành xóm Khuôn Năm, sáp nhập xóm Đèo Đá và một phần của hai xóm Cao Trăng, Cây Sy vào xóm Cây Thị, sáp nhập xóm Cao Khánh vào phần còn lại của xóm Cây Sy, sáp nhập một phần xóm Xuân Hòa vào phần còn lại của xóm Cao Trăng, sáp nhập xóm Long Giang vào xóm Đồng Lạnh, sáp nhập hai xóm Giữa 1 và Giữa 2 thành xóm Giữa, sáp nhập xóm Đồng Kiệm và một phần xóm Núi Nến thành xóm Nhà Thờ, sáp nhập phần còn lại của hai xóm Xuân Hòa và Núi Nến vào xóm Trung Tâm.

## Hành chính
Xã Phúc Xuân được chia thành 8 xóm: Cao Trăng, Cây Sy, Cây Thị, Đồng Lạnh, Giữa, Khuôn Năm, Nhà Thờ, Trung Tâm.